# Aksai Chin

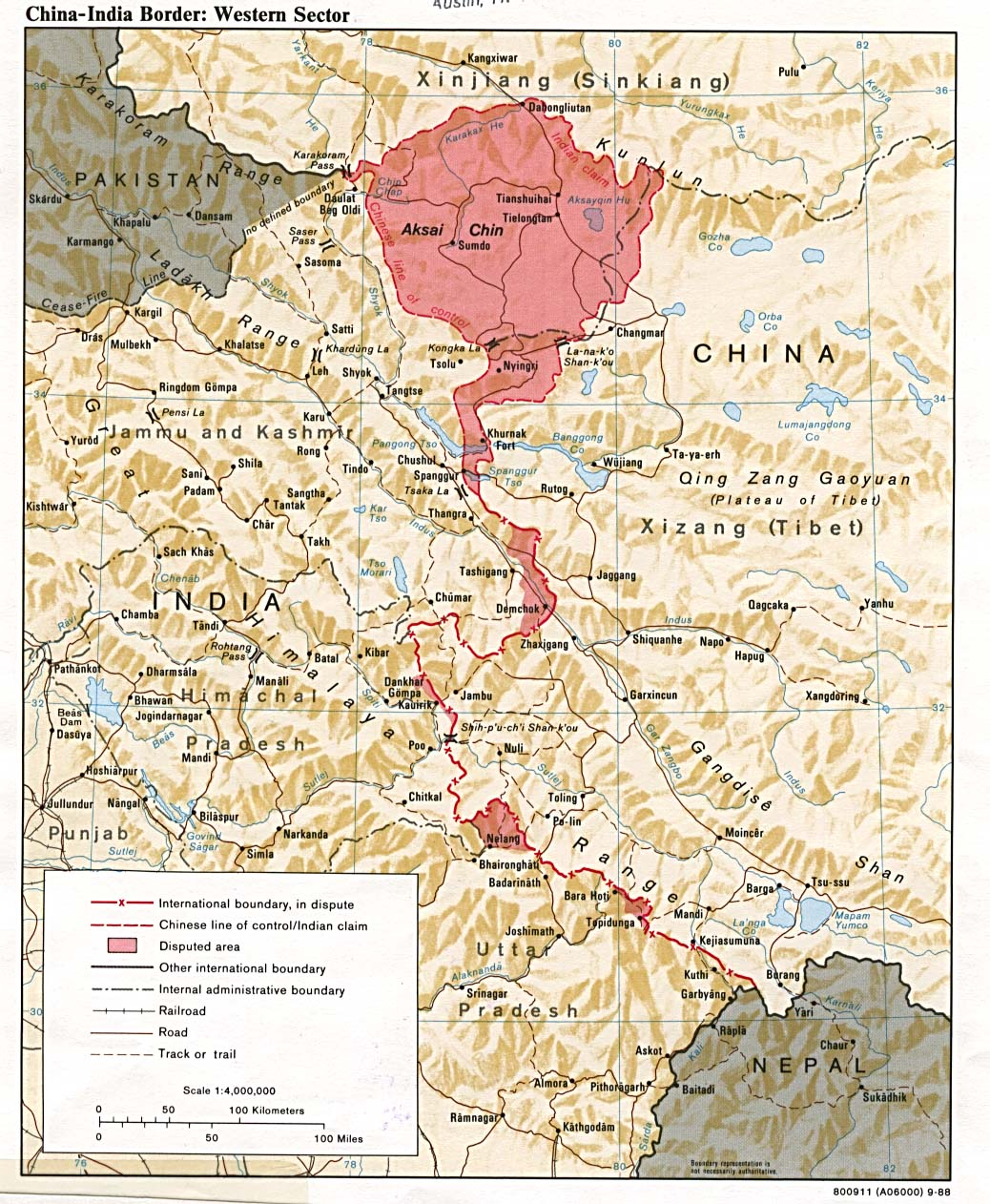
Västra delen av gränsområdet mellan Kina och Indien, med Aksai Chin.

Aksai Chin (kin. 阿克赛钦 eller 阿克賽欽) är en region i gränsområdet mellan Kina, Pakistan och Indien. Regionen behärskas i realiteten av Kina som införlivat det med prefekturerna Ngari och Hotan, medan Indien gör anspråk på densamma som en del av Indien.
Området, som ibland kallas "the White Desert" ("den vita öknen") är så gott som helt obebodd, men är av stort strategiskt värde för de inblandade staterna, särskilt för Kina. En av de direkta orsakerna till Sino-indiska kriget 1962 var den indiska upptäckten av en ny kinesisk väg genom territoriet. Denna väg sammanbinder Tibet och Xinjiang och passerar genom staden Tianshuihai, den enda egentliga tätorten i hela Aksai Chin, och som har omkring 1 600 invånare.
Det vapenstillestånd som ingåtts för området anses som mycket stabilt.